# Štefan Šáro
Štefan Šáro,(10. prosince 1933 Békéscsaba – 28. května 2013) byl slovenský jaderný fyzik a vedoucí oddělení jaderné fyziky na Fakultě matematiky, fyziky a informatiky Univerzity Komenského v Bratislavě.
Podílel se na objevu chemických prvků darmstadtium, roentgenium a kopernikium na lineárním urychlovači UNILAC v Centru pro výzkum těžkých iontů GSI Darmstadt. Působil i v SÚJV v Dubně (Ruská federace). V rámci soutěže významných slovenských vědců, technologů a mladých výzkumníků ze všech oblastí vědy „Vedec roka SR“ získal v roce 1998 ocenění Uznání za výzkum v SR. )